# Doha Convention Center Tower
Der Doha Convention Center Tower ist ein abgebrochenes Bauprojekt zu einem 112-stöckigen Wolkenkratzer in Doha, der Hauptstadt Katars. Der projektierte Wolkenkratzer sollte Teil des Doha Convention Centers werden, einem im Jahr 2015 eröffneten Konferenzzentrum.

## Hintergrund
Der Bau begann Ende des Jahres 2008, wurde jedoch Mitte 2009 eingestellt, nachdem festgestellt wurde, dass das Gebäude die Start- und Landerouten von Flugzeugen des aktuellen Doha International Airport  beeinträchtigen würde. Die Bauarbeiten sollten dann doch fortgesetzt werden, weil der Flughafen etwa 3 km östlich verlegt wurde.  Die Verzögerung bedeutete allerdings, dass sich das geplante Fertigstellungsdatum des Gebäudes von 2012 um mindestens 3 Jahre verschieben würde.
Der Turm wurde in seiner Form ähnlich dem in der Nähe geplanten Al Quds Endowment Tower umgestaltet. Die Silhouette des Wolkenkratzers sollte in sehr schlanker Gestalt aufsteigen und nach oben hin leicht schmaler werden. Nach der Fertigstellung des Hamad International Airport wurden die Pläne für den superhohen Wolkenkratzer verworfen, das dazugehörende Kongresszentrum wurde jedoch erfolgreich gebaut und 2015 eröffnet.